# El nostre joc
El nostre joc (un terme similar al gran joc) és una novel·la de John le Carré publicat el 1995. El títol fa referència al Winchester College Football, ja que els dos personatges principals van ser a Winchester molt abans del muntatge de la novel·la.

## Resum de la trama
La desaparició del Dr. Larry Pettifer, un operador britànic d'intel·ligència, des de la seva posició docent a la Universitat de Bath no hauria d'haver preocupat a molta gent, especialment a un boffin Treasury retirat com Tim Cranmer. Però quan el detectiu Bryant i la sargenta Luck de la Policia de Bath fan una crida a Cranmer a la casa pairal i la vinya de Somerset, un diumenge a la tarda, Cranmer es troba davant de repercussions del seu passat secret i no gaire llunyà. Pettifer va ser un Servei d'Intel·ligència Secret Britànic durant la Guerra Freda i Cranmer va ser el seu administrador durant vint anys.
La guerra freda ha acabat; el Mur de Berlín ha baixat; i SIS ha posat a Cranmer i el seu agent Pettifer a la pastura. Pettifer es converteix en docent a la Universitat de Bath i Cranmer es complau a instal·lar-se a Honeybrook, la seva heretat heretada a Somerset, fent vi i fent estimar a la seva bella jove mestra de jour, Emma. No està content de quedar-se a clausura a Bath, Larry comença a fer visites a Honeybrook i aviat es converteix en un fix permanent en les seves vides. Almenys, és a dir, fins que Larry i Emma desapareixen en aire fi.
Panyat per la seva trobada amb la Policia de Bath, Cranmer es posa en contacte amb els seus antics empleadors i es convoca a Londres on s'assabenta que no només ha desaparegut Larry, s'ha abscondit amb uns 37 milions de lliures del govern rus amb l'ajuda d'un exsoviètic espia Cranmer se sospita com el còmplice de Larry per la Policia de Bath, i més tard per "The Office" o SIS-i decideix fer un seguiment del seu protegit i la seva antiga amant.
Però, per què un intel·lectual quijotesc com Larry, un home que no tenia cap interès en diners, de sobte volia robar 37 milions d'euros dels russos? Per resoldre aquest misteri, Cranmer comença a trucar als contactes antics d'Oxford al comerç d'armes per esbrinar quina ha estat la seva ex agent i la seva amant en la seva desaparició. També visita el seu arxiu secret d'arxius d'Office, desaparegut a l'església abandonada de Sant Jaume el Menys, llegat per ell mateix, el mateix oncle Bob, que ho va deixar Honeybrook. Mentre observa la seva memòria cau de documents, comença a descobrir la trama entre Larry i Constantin Checheyev, també conegut com a "C.C.", l'antic controlador soviètic de Larry (aquest últim pretendia treballar per als soviètics durant la Guerra Freda). Checheyev, pel que sembla, no és rus, sinó un ingúixo, natiu del Caucas del Nord i ha begrudged dels russos que l'han desplaçat i el seu poble de les seues cases legítimes. L'Ingúix es prepara per a un aixecament contra els seus opressors russos i l'home de Larry per armar-los.
Cranmer comença el seu viatge, primer a un comerciant d'armes a Macclesfield, Anglaterra, a qui troba assassinat juntament amb els seus assistents per un grup d'Ossètia anomenat "El bosc"; després trobar Emma, que ha buscat refugi a París; després a Rússia per rastrejar els seus antics contactes soviètics amb l'esperança de trobar a Larry; després a Ingúixia per trobar el seu amic i intentar salvar-ho-dels russos, els ossètis i ell mateix. Finalment, Tim Cranmer agafa el seu AK-47 i s'uneix als rebels d'Ingus.